# Mr. Right (2015)
Mr. Right ist eine US-amerikanische romantische Filmkomödie aus dem Jahr 2015. Regie führte Paco Cabezas, das Drehbuch schrieb Max Landis. In den Hauptrollen sind Sam Rockwell und Anna Kendrick zu sehen.

## Handlung
Der ehemalige CIA-Agent und Auftragsmörder Francis hat inzwischen Gewissensbisse wegen seines Jobs und hat daher begonnen seine Auftraggeber umzubringen. Der ebenfalls ehemalige CIA-Agent Hopper ist seit mehreren Jahren auf der Jagd nach Francis und versucht ihn umzubringen. Bei seiner Suche gibt sich Hopper als der Polizist Reynolds aus.
Martha hat gerade ihren Freund verlassen, weil sie von ihm betrogen wurde. In einem Supermarkt trifft Martha zufällig auf Francis, der sie überraschend nach einem Date fragt. Martha ist fasziniert von dem schräg auftretenden Francis und geht mit ihm einen Hotdog essen. Bei dem Date entkommen die beiden einem Scharfschützen, der auf Francis angesetzt wurde. Francis und Martha verstehen sich gut und verbringen nach dem Date die Nacht miteinander.
Am folgenden Abend gehen die beiden erneut aus. In dem Restaurant gibt sich ein auf Francis angesetzter Auftragsmörder zu erkennen. Francis kann den Auftragsmörder auf dem Parkplatz des Restaurants überwältigen und töten, ohne dass Martha davon etwas mitbekommt. Francis will Martha den gefühlvollen Umgang mit Messern beibringen, Martha ist davon jedoch zunächst irritiert. Schließlich kann sie jedoch die von Francis geworfenen Messer aufgrund ihres Gefühls auffangen.
Eine Gruppe von Kleinkriminellen will Francis anheuern, um einen Konkurrenten umzubringen. Francis erschießt den Mittelsmann des Auftraggebers vor den Augen von Martha. Martha zieht sich danach von Francis zurück. Anschließend taucht Hopper bei Martha auf und erzählt ihr, dass Francis ein von ihm gesuchter Mörder sei und bittet sie um Mithilfe. Als Hopper Francis schnappen will, wird Hopper von Francis überwältigt. Martha ist zunächst verwirrt wegen ihrer Gefühle für Francis, letztlich entscheidet sie sich für Francis. Ihr ist jetzt auch egal, dass Francis Menschen tötet.
Die Gruppe von Kleinkriminellen beschließt sich für den Mord an dem Mittelsmann zu rächen und begibt sich auf Jagd nach Francis. Francis kann den Angriff auf sein Leben zunächst abwehren, wird jedoch von Schrotkugeln getroffen. Die Kriminellen entführen Martha, um Francis so zu ihrem Boss zu locken, damit Francis diesen bei der Befreiung von Martha umbringt. Francis kann die Kriminellen überwältigen und Martha befreien; sie selbst tötet zwei der Kriminellen. Als die beiden gerade verschwinden wollen, taucht Hopper auf und es kommt zum Kampf zwischen Hopper und Francis. Hopper wird schließlich von einem der Kriminellen getötet. Francis und Martha entkommen und begeben sich gemeinsam auf Weltreise.

## Hintergrund
Der Film wurde im Oktober 2014 in New Orleans gedreht. Er hatte seine Premiere am 19. September 2015 beim Toronto International Film Festival und lief ab dem 8. April 2016 in den US-amerikanischen Kinos. In Deutschland lief der Film nicht im Kino, sondern wurde am 18. November 2016 direkt auf DVD veröffentlicht.

## Rezeption
Der Filmdienst meint, die „Grundkonstellation der absurden Liebes- und Actionkomödie“ habe „ihren Reiz“, entfalte auch mit der „schrägen Annäherung des Paar[e]s dank der Darsteller durchaus Charme“, aber „je mehr die Handlung [in] Richtung Action“ tendiere, „desto grenzwertiger fallen die mit Brachial-Humor präsentierten, drastischen Gewaltspitzen aus“. Cinema schreibt: „Anarchisch albern feiern der Spanier Cabezas (…) und US-Skriptautor Max Landis das Genre der romantischen Komödie.“
Der Film wurde bei den Teen Choice Awards 2016 in der Kategorie Choice Movie: Comedy und Anna Kendrick in der Kategorie Choice Movie Actress: Comedy nominiert.